# Diebische Elstern
Diebische Elstern (Originaltitel: Trinkets) ist eine US-amerikanische Fernsehserie des Video-on-Demand-Anbieters Netflix und wurde am 14. Juni 2019 veröffentlicht. Sie basiert auf dem gleichnamigen Roman von Kirsten Smith und erzählt von einer Clique jugendlicher Diebinnen. Die Serie wurde von Smith, Amy Andelson und Emily Meyer kreiert.

## Handlung
Es ist ein etwas ungewöhnlicher Ort, an dem sich Elodie, Moe und Tabitha kennenlernen: bei einem Treffen der anonymen Kleptomanen. Doch die drei haben noch mehr gemeinsam als den Hang zum zwanghaften Stehlen. Alle drei haben ihre Probleme im Leben und traumatische Erfahrungen, die sie überwinden müssen, auch wenn sie das zuerst nicht zugeben wollen.
Und so werden die Teenagerinnen bald zu guten Freundinnen, die sich gegenseitig aus der Patsche helfen und ein Ohr für die Nöte und Sorgen der anderen haben – wenn sie nicht gerade mit kleinen Beutetouren beschäftigt sind.

## Besetzung und Synchronisation
Die deutschsprachige Synchronisation entsteht nach Dialogbüchern und unter der Dialogregie von Sven Plate durch die Synchronfirma VSI Synchron in Berlin.
| Schauspieler       | Rolle          | Hauptrolle (Episoden) | Nebenrolle (Episoden) | Synchronsprecher   |
| ------------------ | -------------- | --------------------- | --------------------- | ------------------ |
| Brianna Hildebrand | Elodie Davis   | 1.01–2.10             |                       | Linda Fölster      |
| Kiana Madeira      | Moe Truax      | 1.01–2.10             |                       | Maximiliane Häcke  |
| Quintessa Swindell | Tabitha Foster | 1.01–2.10             |                       | Daniela Molina     |
| Brandon Butler     | Brady Finch    |                       | 1.01–2.10             | Sebastian Kluckert |
| Larry Sullivan     | Doug Davis     |                       | 1.01–2.10             | Till Endemann      |
| Odiseas Georgiadis | Noah Simos     |                       | 1.02–2.10             | Christian Zeiger   |
| Dana Green         | Jenna          |                       | 1.03, 1.06            | Marieke Oeffinger  |

## Kritik
Oliver Armknecht bewertete die Serie auf film-rezensionen.de mit 5 von 10 Sternen. Er bezeichnet das Szenario der Serie als „originell“, kritisiert aber gleichzeitig, dass die Serie selbst daraus „zu wenig“ mache. Insgesamt komme die Serie dann „trotz Diversity-Gedankens und solider Darstellerinnen nicht über Durchschnitt hinaus“.
Bei Rotten Tomatoes sind 57 Prozent der ausgewerteten sieben Kritiken positiv.